# Paul David Guibal
Pour les articles homonymes, voir Guibal.
Paul David Guibal est un homme politique français né le 10 février 1811 à Castres (Tarn) et décédé le 8 novembre 1875 à Castres.
Propriétaire terrien, il est représentant du Tarn de 1871 à 1875, il siège au centre gauche, sur les bancs républicains.

## Sources
- « Paul David Guibal », dans Adolphe Robert et Gaston Cougny, Dictionnaire des parlementaires français, Edgar Bourloton, 1889-1891 [détail de l’édition]